# Hervormde kerk (Andelst)
De Hervormde kerk is een kerkgebouw in het Nederlandse dorp Andelst, provincie Gelderland. De kerk ligt naast het hoogste deel van de woerd van Andelst en was aanvankelijk gewijd aan de heilige Vitus. Het kerkgebouw wordt beschouwd als een van de oudste van de Betuwe.
Sinds 2004 wordt de kerk gebruikt door de Hersteld Hervormde Gemeente van Andelst-Zetten.

## Geschiedenis
De oudste delen van de kerk dateren uit de 10e of 11e eeuw. In stukken van de Utrechtse domkerk uit 1330 wordt de parochie Andelst voor het eerst vermeld. Mogelijk behoorde de kerk van 1200 tot 1330 tot de kerk van Herveld, en werd het in laatstgenoemd jaar een zelfstandige parochie.
Rond 1400 werd tegen de westelijke kerkmuur de huidige kerktoren gebouwd. Het koor is in het jaar 1440 opgeleverd.
Na de reformatie ging de kerk over in protestantse handen.
In 1794 werd de noordelijke muur van het schip opnieuw opgetrokken in baksteen.
Van 1928 tot 1930 volgde een grote restauratie. De fundering van de zuidelijke muur van het schip werd hierbij vernieuwd. In de muur werden vijf rondboogvensters in romaanse stijl aangebracht. Het aantal vensters in de noordmuur werd uitgebreid van drie naar vijf.
In 2004 besloot de Nederlandse Hervormde gemeente van Andelst dat zij geen deel wilden uitmaken van de Protestantse Kerk in Nederland. Op 1 juli 2004 gingen ze zelfstandig verder als Hersteld Hervormde gemeente.

## Beschrijving

### Schip
Het eenbeukige romaanse schip is het oudste deel van de kerk en is in de 11e of mogelijk zelfs 10e eeuw gebouwd. De westmuur bevat twee ronde vensters die bij de bouw van de toren zijn dichtgemetseld. Deze westmuur bestaat voornamelijk uit tufsteen dat in regelmatig verband is aangebracht.
De zuidelijke muur bestaat uit diverse soorten steen, waaronder tufsteen, veldkeien en basalt. Deze muur kent tevens een binnen- en een buitenmuur, met er tussenin een kalkmortel met scherven, breuksteunen en de resten van Romeinse dakpannen. De huidige vijf rondboogvensters zijn tijdens de restauratie van 1928-1930 aangebracht, waarbij een nog bestaand (maar dichtgemetseld) venster als voorbeeld diende.
De noordmuur is in 1794 opnieuw in baksteen opgetrokken, op de oorspronkelijke tufstenen fundering. De muur kende drie vensters, maar in 1928-1930 zijn er nog twee aan toegevoegd. Ook is er toen een portaal tegen deze muur aangebouwd.

### Koor
Het bakstenen gotische koor dateert volgens een stichtingssteen in de zuidmuur uit het jaar 1440. Het koor heeft gotische spitsboogvensters en een met leisteen bedekt dak. De kap is waarschijnlijk afkomstig uit de 16e eeuw.

### Toren
De bakstenen kerktoren is in 1400 tegen de westzijde van het schip aangebouwd. De toren kent drie geledingen en een achtzijdige spits die met leisteen is bekleed. In de toren hangt een klok uit 1784, gegoten door Henricus Petit. Tijdens de Tweede Wereldoorlog was de klok door de Duitse bezetter in beslag genomen, maar na de bevrijding is de klok weer teruggevonden en in de toren teruggeplaatst.
Het uurwerk is in 1930 gemaakt door B. Eijsbouts.